# Методика толкования пословиц
Методика толкования пословиц — психологическая методика, направленная на исследование мышления: уровня абстрактности, целенаправленности, критичности; дифференцированности и целенаправленности суждений; умения оперировать переносными смыслом текста, а также выявления влияния на мыслительный процесс мотивационно-смысловых образований. 

## Специфика метода
Методика толкования пословиц для исследования психологических патологий используется достаточно давно: её применяли в Вюрцбургской школе с начала XX века для исследования мышления.  Толкование пословиц получило развитие в клинической психологии: неспособность человека понимать переносный смысл пословицы рассматривается как критерий нарушений умственного развития. Но точечные нарушения в толковании пословиц наблюдаются у людей без нарушений умственного развития. Эмпирически доказано, что при попадании содержания пословицы в область актуального внутреннего конфликта, у человека наблюдается искажение познавательных процессов, связанных со сдвигом мыслительной деятельности субъекта на более примитивный уровень понятийного обобщения. Сейчас методика толкования пословиц используется преимущественно для исследования процессов перехода от одного уровня обобщения к другому, для диагностики мышления как у школьников, так и у взрослых.

## Методика Б.В. Зейгарник и С.Я. Рубинштейн
Самой известной является методика, разработанная Б.В. Зейгарник и доработанная С.Я. Рубинштейн. Методика применяется для исследования особенностей мышления — его целенаправленности, уровня критичности. Испытуемому зачитывается ряд известных пословиц. Задача испытуемого заключается в том, чтобы истолковать смысл пословицы. В зависимости от ответа испытуемого, можно сделать некоторые выводы относительно уровня его мышления: например, буквальное истолкование пословиц свидетельствует о недостаточности обобщения.
Следующее задание подразумевает сравнение специально подобранных пословиц между собой. Данное задание свидетельствует о разных уровнях ассоциативного мышления.
Третьим заданием в методике является "Отнесение фраз к пословицам", направленное на более высокий уровень обобщения, чем в предыдущих заданиях. Испытуемому предлагается множество табличек с пословицами и ещё большее количество различных фраз (среди фраз имеются такие, которые соответствуют переносному смыслу пословиц, и такие, которые сходны лишь в формально-лексическом отношении). Задача испытуемого соотнести фразы и пословицы. Вначале экспериментатор убеждается в том, что испытуемый понимает смысл пословицы, а затем испытуемому предлагается подобрать схожие по смыслу фразы. В ходе размышлений, испытуемый сначала усредняет смысл пословицы, а затем соотносит с предложенными фразами, что позволяет изучить перенос усвоенного принципа работы на материал, содержащий новую информацию. Таким образом появляется возможность проанализировать более высокий уровень обобщения.

## Модификация О.Н. Арестовой
Модификация методики используется в психодиагностике для диагностики мышления у испытуемого (используется в совокупности с рядом других методик). Испытуемому предлагается проинтерпретировать содержание пословиц (число пословиц варьирует от 12 до 20). Стимульным материалом являются, во-первых, так называемые «зондовые» пословицы (пословицы, которые в своём содержании содержат описание ситуации с определённым содержанием; "зондовые" пословицы тщательно подбираются исследователем индивидуально для каждого испытуемого на основе информации, полученной при помощи других методик), которые, предположительно, содержат аффектогенный (то есть провоцирующий) материал, и, во-вторых, «нейтральные» стимулы — пословицы, не затрагивающие эмоционально-мотивационный конфликт испытуемого. Для каждого испытуемого подбирается свой набор «зондовых» и «нейтральных» пословиц согласно его особенностям личности. Пословицы предъявляются вперемешку.
При попадании содержания пословицы в область актуального мотивационно-смыслового конфликта возникают следующие особенности в его интерпретации:
- экзальтация — эмоциональные вкрапления (например, «Боже!», «Ну как же это легко!»);
- отрицание прямого смысла, искажение содержания пословицы (например, пословица «корабль тонет — крысы бегут» интерпретируется не как «люди в тяжёлых ситуациях бросают общее дело, предают», а как «крысы такие прекрасные животные, очень умные и хитрые»);
- отказ интерпретировать содержание пословицы в принципе.
- наблюдаются различные невербальные и паравербальные выражения эмоций (вздохи, кашель, покачивания и т. д.)

Полученные искажения в интерпретации пословиц позволяют исследователю выделить области актуального мотивационно-личностного конфликта и составить дальнейший план работы с испытуемым.